# Plosjtsja Oekrajinskych Herojiv (metrostation)
Plosjtsja Ukrainskych Herojiv (Oekraïens: Площа Українських Героїв) is een station van de metro van Kiev. Het station maakt deel uit van de Obolonsko-Teremkivska-lijn en werd geopend op 19 december 1981. Het metrostation bevindt zich onder het gelijknamige plein (Plein van de Oekraïense helden) in het centrum van Kiev, nabij het Sjevtsjenkopark. Het station vormt een overstapcomplex met het aangrenzende station Palats sportoe op de Syretsko-Petsjerska-lijn.
Tot mei 2023 heette het station Plosjtsja Lva Tolstoho, naar de Russische schrijver Leo Tolstoj. De hernoeming is onderdeel van een bredere beweging in Oekraïne om naar Rusland verwijzende namen  te vervangen; dit in reactie op de gewelddadige Russische inval in het land sinds februari 2022.
Het station is zeer diep gelegen en beschikt over een perronhal die door arcades van de sporen wordt gescheiden. De hal is bekleed met oranje marmer en wordt verlicht door kroonluchters en decoratieve lampen aan de wanden. Een bovengronds toegangsgebouw ontbreekt, de stationshal bevindt zich ondergronds.